# روني ريس (لاعب كرة قدم)
روني ريس (بالإنجليزية: Ronnie Rees)‏ هو لاعب كرة قدم بريطاني في مركز نصف الجناح، ولد في 4 أبريل 1944 في ويلز في المملكة المتحدة. شارك مع منتخب ويلز لكرة القدم. أما مع النوادي، فقد لعب مع سوانزي سيتي وكوفنتري سيتي ونوتينغهام فورست ووست بروميتش ألبيون.

## وصلات خارجية
- روني ريس على موقع الاتحاد الأوربي (الإنجليزية)
- روني ريس على موقع قاعدة بيانات كرة القدم.إي يو (الإنجليزية)
- روني ريس على موقع ناشيونال فوتبول تيمز (الإنجليزية)
- روني ريس على موقع عالم كرة القدم.نت (الإنجليزية)